# Geoffrey de Havilland Jr.
Geoffrey de Havilland, född 1911, död 27 september 1946, var en brittisk testpilot. Han var son till Geoffrey de Havilland.
Geoffrey Havilland och hans bror John växte upp med företaget de Havilland och de båda bröderna kom att arbeta som testpiloter vid företaget. Geoffrey var den pilot som genomförde de första flygningarna med de Havilland Mosquito och de Havilland Vampire. Han omkom medan han arbetade med högfartsprov med de Havilland DH 108 Swallow. Detta haveri (delar av den historien) ingår som en del av berättelsen i David Leans film The Sound Barrier.